# 足取り
足取り（あしとり）とは、相撲の日本相撲協会制定決まり手八十二手、掛け手の一つである。旧称足取捻。
樋渡雋次郎の書籍『相撲』（1923年）では捻り手に分類している。
相手の懐に潜り込み、相手の片脚を両腕で抱え、体重をかけて仰向けに倒す技。レスリングのシングルレッグダイブとほぼ同じになる。柔道では柔道家の醍醐敏郎は両手で相手の片脚を取って倒す技は基本形ではないが双手刈だとしている。
相撲の実戦的な心得の一つに「脚が取れたら、相手の太ももを枕に寝ろ」というのがあり、これを実行すれば足取りになる。1950年代この技を得意とした若葉山が、1954年3月場所初日、大関栃錦を心得通りの足取りで破ったときに決まり手を波まくら（なみまくら）または浪枕（なみまくら）と紹介されたことがある。また1971年9月場所6日目、関脇貴ノ花は足を取られながらもかいくぐって逆転勝ちを収めたことがあったが、このときの相手大関清國はこの心得を実行できなかったために逆転を許してしまった。1970年代の角界で足取りの代名詞として扱われていた吉の谷の場合、相撲の足取りである「波まくら」ではなくレスリングのシングルレッグダイブの要領で放たれるものであった。
平幕時代の朝青龍が立合いでいきなり脚を取り、そのまま土俵外に押し出すという取り口を何度か見せたこともある。この時も、決まり手は足取りとされた。
幕内においては、2010年代以降、嘉風が当決まり手で延べ3勝（2015年9月場所13日目の豊ノ島戦・2016年1月場所5日目の豪栄道戦・2017年9月場所7日目の栃ノ心戦）を挙げた。また、炎鵬が4回(2019年5月場所3日目の佐田の海戦・同場所8日目の千代丸戦・同年7月場所の貴源治戦・2020年1月場所の阿炎戦)決めている。　
長身で腰高な取り口の力士は小兵の技能派力士との対戦で当決まり手に屈しやすく、水戸泉は関取在位中に足取りで8敗を喫したが、そのうちの4敗は舞の海戦で喫したものであった。
その他、八角部屋の幕下・海士の島は、入門前のレスリング経験を活かし当決まり手で勝利することが多く、特に2017年は年間25勝のうちほぼ半分に充当する12勝が当決まり手であった。
大坂相撲においては、1872年(明治5年)6月6日に開催された天覧相撲で八陣が陣幕にこの技を決め、一世一代の大勝利となった。ただし、天覧において使うには見苦しい技であるとして悪い評価が先行し、大坂相撲において足取りが禁じ手となる規約が作られてしまった。

## 公式決まり手の「足取り」に含まれる非公式技
公式決まり手の「足取り」に含まれる非公式技は以下である。以下の決まり手は、公式決まり手の82手の体系には含まれていないが、「古今相撲大全」などの資料に見える。

### 叉股返し
叉股返し（さまたがえし）は片手で相手の脚を内側から掬い上げて倒す足取り。公式決まり手制定以前では、以下の取組が「叉股返し」として記録されている。
- 昭和28年9月場所千秋楽 ○福ノ里－緋縅×

### 外足
外足（とあし）は片手で相手の脚を外側から取って押し出す足取り。

### しき小股
しき小股（しきこまた）は相手が自分の後ろについた際に、自分の股の間から相手の脚を取って倒す技。別名舗小股、鋪小股。